# 治安判事
治安判事（ちあんはんじ、英：justice of the peace）は、治安を維持するために任命書（commission）をもって選任または任命される下級裁判官である。管区によって、即決裁判を行ったり、あるいは単にコモン・ローの管区内の地方行政に関する申請を取り扱う。治安判事は、勤務する管区内の市民の中から選定または任命され、通常は、適格性において公的な法的教養を有することは求められない。いくつかの法域（例えば、アリゾナ州やビクトリア州、イギリス等）では、治安判事を養成する様々な方法が存在している。

## 歴史
1195年、イギリスのリチャード1世は、特定のナイト達に無秩序な地域の治安を守るよう命じた。彼らは、国王に対して、法が確実に守られるようにする責任を負っており、「king's peace」を維持し、「治安維持者」として知られていた。
1327年の法律において、治安を守るために「善良で法律を守る者」が各州で任命されるべきと言及されている。そこではまず、保安委員や治安監督官のような人々が挙げられている。「治安判事（justice of the peace）」という名称の起源は、エドワード3世の治世の1361年である。ここで守られるべき「治安」とは、「king's peace」（または「queen's peace」）であり、それらを維持することは国王の大権の下にある国王の義務であった。治安判事は、1361年に付与または再付与された規則に従わない者が「行状を慎む」よう誓約させる（バインディング・オーバー）権限を未だに用いている。この「バインディング・オーバー」は刑罰ではなく予防措置であり、法を犯しそうだと考えられる者が、法を犯さないようにするためのものである。「justice of the peace」の別称である「magistrate」は、16世紀に始まる（もっとも、この語は古代ローマ時代の法官を表すために、さらに数世紀前から用いられていた） 。
1835年地方自治法（Municipal Corporations Act 1835）は、一般の治安判事を任命する権限を地方自治体から奪った。これは現在の制度に置き換えられ、国王による任命のために、大法官 が地元の助言を付して候補者を推薦することになっている。
19世紀に公選の州議会が導入されるまで、治安判事も四季裁判所において地域レベルで州を治めていた。治安判事は、賃金を定め、食料供給量を調整し、道路や橋を建築・管理し、州の福祉のために国王や議会から委託されたサービスをその地方で提供・管理することを請け負っていた。
無報酬で、さらなる名誉と、共同体内の地位を確立するために引き受けられる官職であったため、治安判事になったのは一般的にはジェントリであった。治安判事は、全ての刑事事件におけるアレインメントを指揮し、軽罪や条例違反を審理した。司法業務の負担が重すぎて、無報酬の治安判事の任務に就く志願者が見つからない町や市では、国王に有給の治安判事を雇う許可を請求しなければならなかった。
テューダー朝の時代から産業革命の始まりまで、治安判事はイギリスの政治体制の主要な要素を構成しており、地主支配政治（squirearchy）と称された。例えば、歴史家のティモシー・ブランニングによると、イギリスにおける国王の大権は権利の章典によって決定的に制限されたが、実際にはロンドンの中央政府は、フランスのような当時の専制君主よりも、辺境地域において自らの政策を実施するだけの大きな力をもっており、この矛盾は、特に治安判事が国会議員と同じ社会的地位に属していたことと、そのために、現場で法が実際に施行されることに直接の利害関係を有していたことに基づく。
女性は、1919年まで治安判事になることができず、最初の女性治安判事は、スタリブリッジの町長であるアダ・サマーズであった。彼女はその官職のおかげで治安判事になった。現在イギリスでは、半数の治安判事が女性である。カナダのエドモントンでは、彼女よりも約3年半前にエミリー・マーフィが治安判事に就任していた。
植民地では、特殊な状況下においては、治安判事は政府の最上級の代表者、つまり事実上の総督となる場合があった。実際には、タチ租借地（マタベレランドにある金鉱山のある租借地）がイギリス保護領ベチュアナランドに併合されるまでの状況がそうである。

## 各国の治安判事

### イギリス
イギリスでは、14世紀半ばに施行された労働者条例のために1361年、地方の騎士や有力者が命じられた。主な仕事である地方の治安維持、最高賃金の決定、経済の統制などの他に警察権、裁判権の一部をも有していた。近代以降も統監と共に地方政治に多大な役割を果たし、現代においても職務や権限は縮小されたが存続している。

### 香港
香港では、Justice of the peaceは太平紳士と訳されている。香港における太平紳士制度はイギリスの植民地時代から引き継がれたものであり、植民地時代には苦情の申し立てとその調査、フォローアップのための独立した窓口であり、効果的な監視・検査システムとして機能していた。さらに、政府部門は行政サービスや施設管理の改善のため、太平紳士達から意見や提案を諮問することもあった。

#### 沿革
香港における治安判事制度の始まりは1843年に遡る。1843年英皇制誥により、香港総督は、太平紳士を含む特定の公職に任命する権限を有していた。1843年、初代香港総督ポッティンジャーは地域社会から44人の名士を治安委員に選出し、「英領香港治安委員会」を結成した。その後、権限を拡大した「治安委員」は「太平紳士」へと改名された。1878年12月14日、伍廷芳がヘネシー総督によって華人初の太平紳士に任命されると、以来多くの華人が太平紳士に任命された。
立法評議会は1997年5月に《太平紳士条例》（香港法例510章）を通過させ、香港返還以降の太平紳士の法的地位を定めた。これにより、この制度は7月以降の香港特別行政区政府の成立後も維持されることになった。

#### 分類
現在、香港の太平紳士は官守太平紳士と非官守太平紳士、新界太平紳士の三種に分類され、その任命条件と手続きに違いはあるものの、やや特殊な新界太平紳士を別として、官守と非官守の間に職権や地位の点で違いはない。
官守太平紳士は公務員であり、一般的には、政府機関で15年以上の経験を有する副署長、副秘書長、あるいは助理署長のようなクラスの人物のみが任命される資格を持つ。また職務の遂行補助のため、香港全18地区の民政事務処の民政事務専員は自動的に太平紳士となる。官守太平紳は公務を離れると自動的にその職務を解かれる。
非官守太平紳士は通常政務司司長（返還以前は布政司）が議長を務める選考委員会によって選出され、行政長官（返還以前は香港総督）によって任命される。任命者に特別な要件はなく、一般に公益事業に熱心であるか、香港社会に貢献した人物である。
新界太平紳士は政務司司長が適当と考える条件で、すでに非官守太平紳士を務めている者の中から任命する。『郷議局条例』の規定により、新界太平紳士は自動的に郷議局のメンバーとなる。

#### 職務
香港の太平紳士の職務のひとつは、刑務所などの刑事施設を訪問して被拘禁者からの苦情を受け、懲教署が被拘禁者に裁判所が課す刑以外の刑を科すのを防ぐことである。また、太平紳士は一般市民からの宣誓や申告を管理・受理し、そのような宣誓や申告に法的効力を与えることもある。最もよく知られている職務内容は、六合彩（香港の宝くじ）の結果発表時に、宝くじ基金の代表者とともに抽選結果の監督を行うことである。非官守太平紳士も様々な諮問委員会の委員を務めることがある。
太平紳士に任命された人物は、正式な肩書きの一部として自分の名前に「JP」の文字を加えることができる。香港では一般的に太平紳士はステータスシンボルとみなされており、任命されることを望んで寄付をしたり、公職に就いたりするコミュニティ・リーダーも多い。かつては他の英連邦諸国と同様、香港の太平紳士も事件を審理する必要があったが、現在ではこの機能は常勤の法的資格を持つ裁判官に取って代わられている。

### オーストラリア
オーストラリアにおけるJustice of the peaceとは、立会人の下で署名が必要となる書類（statutory declarationやaffidavit等）に立会人として署名したり、書類の原本の写しを認証したりする権限が与えられた、自治体内の善良な者のことをいう。任命の基準は州によって大幅に異なるが判事や裁判官とは大きく掛け離れたものである。例えば、クイーンズランド州では、数日程度の予備知識で合格できる試験が設けられているが、ビクトリア州では、推薦状によって、人格の良さを証明するだけでよい。原則として、無報酬であり、司法機関としての権限は持たず、また、Celebrantのように特別な役割があるわけではないことから、治安判事という日本語での名称には語弊があり、実際には政府認定の善良な市民によるボランティアといった位置付けである。